# DTJ Wien
Der DTJ Wien, Delnicke Telocvicne Jednoty Wien, war ein österreichischer Turnverein aus Wien. Die Volleyballabteilung Herren waren Anfang der 1970er Jahre acht Mal österreichischer Meister.

## Geschichte
In Wien wurde am 29. März 1868 der erste Arbeiterverein für tschechoslowakische Bürger gegründet. 1874 schufen die im 10. Wiener Gemeindebezirk Favoriten lebenden Tschechoslowaken den Arbeiterbildungsverein Delnicka Jednota in der Hinteren Südbahnstraße 13. Anschließend bildete sich der kurzlebige Tschechische Konsumverein, der sozialdemokratische Kulturverein Obcanska Beseda mit Sitz im Gasthaus Tomašek in der Rotenhofgasse 32 und der Sparverein Zižka. 1883 kam es mit dem Verein „Rovnost“ zur Neugründung für den am 1881 behördlich aufgelösten Delnicka Jednota. Der Arbeiterturnverein Delnicke Telocvicne Jednoty wurde 1897 gegründet.
Im Austrofaschismus von 1933 bis 1938 wurden die tschechoslowakischen Vereine verboten und der Verein Delnicke Telocvicne Jednoty stellte das Vereinsleben ein. Viele Tschechoslowaken, die in diesen Vereinen tätig waren, wirkten in der damals illegalen Sozialdemokratie mit. Im Nationalsozialismus ab 1938 wurden tschechoslowakische Schulen, wie der Komenský-Schulverein 1942, geschlossen.
Nach der Machtübernahme der Kommunisten in Prag gab es in Wien unter der tschechoslowakischen Bevölkerung mehrere Meinungen. 1946 gründeten sie die Tschechoslowakische Sozialistische Partei Österreichs, zu der der Delnicke Telocvicne Jednoty und der 1904 gegründete Kulturverein Máj in enger Verbindung stehen. Das Gebäude des Komenský-Schulvereins diente noch für viele Vereine als Unterkunft. In 1970er Jahren wurde es verkauft und einer der Treffpunkte der Wiener Tschechen in Favoriten ging verloren.
Der Sitz der Favoritner Bezirksorganisation der tschechischen Sozialisten befindet sich jetzt in der Gußriegelstraße 52.

## Titel und Erfolge
Herren
- 8 × Österreichischer Meister: 1972, 1973, 1974, 1975, 1976, 1977, 1978, 1979